# Mirella Freni
Mirella Fregni (Módena, 27 de febrero de 1935-Ib.,  9 de febrero de 2020), fue una soprano italiana. Su repertorio incluía casi cuarenta papeles, particularmente los de Verdi y Puccini pero también los de Mozart y Chaikovski. Estuvo casada por muchos años con el bajo búlgaro Nicolai Ghiaurov, con quien además grabó y actuó con frecuencia.

## Biografía
La familia de Mirella era de clase media (su madre y la madre del tenor Luciano Pavarotti trabajaron juntas en la cigarrera de Módena). Aunque fue una niña talentosa para la música y cantó el aria Un bel di vedremo a los diez años en un concurso de radio, el tenor Beniamino Gigli le advirtió que corría el riesgo de arruinar su voz si no dejaba el canto hasta que fuera un poco mayor. Freni retomó el canto a los 17 años.
Su debut operístico ocurrió en Módena en 1955, a los 19 años, cantando el personaje de Micaëla de Bizet. A pesar de que recibió varias ofertas, decidió dejar de lado su carrera para casarse y tener un hijo con su profesor de canto, Leone Magiera. 
En 1958 reinició su carrera, ganando un concurso de canto e interpretando Mimì en La Bohéme de Puccini en el Teatro Regio de Turín. Luego cantó en la De Nederlandse Opera en la temporada 1959-60. Fue reconocida internacionalmente cuando cantó el papel de Adina en una producción de Franco Zeffirelli de L'elisir d'amore en el Festival de Glyndebourne. En la temporada 1960-62, cantó en ese mismo festival los personajes cómicos de Susanna y Zerlina. Debutó en el Royal Opera House como Nannetta en 1961, en la Scala en 1963 (bajo la dirección de Herbert von Karajan y Zeffirelli), y en el Metropolitan como Mimì en 1965. 
Freni se convirtió en una de las cantantes favoritas de Karajan, con quien grabó y actuó en varias ocasiones. 
Su repertorio se amplió para abarcar Liù, Marguerite y Julieta. Entre los años 1970 y 1980 cantó papeles más pesados de Verdi, como Elisabetta, Desdemona, Amelia, Elvira, Leonora e incluso, Aida. También cantó papeles de Puccini como Manon, Tosca, Madama Butterfly y los tres personajes de Il Trittico. En los años 1990 incluyó también personajes del verismo italiano, como Adriana, Fedora y Madame Sans-Gêne, e incluso papeles de la ópera rusa, como Tatiana, Lisa y Juana. 
En 1981 se casó con Ghiaurov y juntos fundaron el Centro Universale del Bel Canto en Vignola. Iniciaron clases maestras en ese centro en 2002. Luego de la muerte de Ghiaurov, en 2004, Freni continuó su trabajo y sus clases no solo en el centro sino alrededor del mundo.
En 1990 publicó sus memorias, Mio Caro Teatro. Ese mismo año, recibió la orden Cavaliere della Gran Croce della Repubblica Italiana y en 1993 la condecoración de honor de la Legión de Honor francesa. La Universidad de Pisa la premió como un grado honorario en 2002.
En octubre de 2000, Mirella Freni brilló en el primer concierto conmemorativo Herbert von Karajan bajo la dirección musical del director James Allen Gähres en Ulm, donde cantó junto con Nicolai Ghiaurov arias y dúos de las óperas de Cilea, Chaikovski y Verdi.
En 2007 recibe en Oviedo, el Premio Lírico Teatro Campoamor a toda una carrera dedicada al canto.
La soprano falleció a los ochenta y cuatro años en su domicilio de Módena el 9 de febrero de 2020 a causa de una enfermedad degenerativa y  de varios derrames.

## Repertorio
- Giuseppe Verdi
  - Ernani (Elvira)
  - La traviata (Violetta)
  - Simón Boccanegra (Amelia)
  - La forza del destino (Leonora)
  - Don Carlos (Elisabetta)
  - Aida (Aida)
  - Otello (Desdemona)
  - Falstaff (Nannetta e Alice)
- Giacomo Puccini
  - Manon Lescaut (Manon)
  - La bohème (Mimì)
  - Tosca (Tosca)
  - Madama Butterfly (Cio-Cio-San)
  - Gianni Schicchi (Lauretta)
  - Turandot (Liù)
- Vincenzo Bellini
  - Beatrice di Tenda (Beatrice)
  - I Puritani (Elvira)
- Gaetano Donizetti
  - L'elisir d'amore (Adina)
  - La figlia del reggimento (Maria)
  - Don Pasquale (Norina)
- Gioachino Rossini
  - Guglielmo Tell (Matilde)
- Arrigo Boito
  - Mefistofele (Margherita)
- Pietro Mascagni
  - L'amico Fritz (Suzel)
- Georges Bizet
  - Carmen (Micaela)
- Francesco Cilea
  - Adriana Lecouvreur (Adriana)
- Umberto Giordano
  - Fedora (Fedora)
  - Madame Sans-Gene (Madame Sans-Gene)
- Wolfgang Amadeus Mozart
  - Le nozze di Figaro (Susanna e Contessa)
  - Don Giovanni (Zerlina)
- Georg Friedrich Handel
  - Alcina (Oberto)
  - Serse (Serse)
- Charles Gounod
  - Faust (Marguerite)
  - Mireille (Mireille)
  - Romeo y Julieta (Julieta)
- Luigi Cherubini
  - Medea (Medea)
- Amilcare Ponchielli
  - La Gioconda (Gioconda)
- Ruggero Leoncavallo
  -  Pagliacci (Nedda)

## Discografía

### Óperas completas
- Bellini - I Puritani - Kraus, D'Orazi, Ariè, Bezzi - Dir. Verchi - Modena 26.12.1962 live - Serie Opera d'Oro (2 CD) Mono;
- Bellini - I Puritani - Pavarotti, Bruscantini, Giaiotti, Fiorentini - Dir. Muti - Living Stage, Serie Opera d'Oro, Nuova Era - 1969;
- Bizet - Carmen - Simionato, Corelli, Guelfi - Dir. Dervaux - Orch e Coro del Massimo di Palermo - Live 8.2.1959 Opera Legacies (2 CD) Stereo ADD - en italiano;
- Bizet - Carmen - Price, Corelli, Merrill, - Dir. Karajan - 1963 RCA Victor;
- Bizet - Carmen - Bumbry, Vickers, Paskalis - Dir. F.De Burgos - EMI (2 CD);
- Bizet - Carmen - Norman, Shicoff, Estes - Dir. Ozawa - ORTF National Orchestra - Stereo Philps (Studio);
- Boito - Mefistofele - Ghiaurov, Pavarotti, Caballé, de Palma - Dir. de Fabritiis - London Decca 1982 (2 CD);
- Cherubini - Medea - Domingo, Hendricks, Baltsa, van Dam - Dir. Karajan - Deutsche Grammophon 422 195-2, 1980 (2 CD);
- Donizetti - Don Pasquale - Bruscantini, Winbergh, Nucci - Dir. Muti - EMI Angel (USA) 1982;
- Donizetti - La Figlia del Reggimento - Pavarotti, Ganzarolli, di Stasio - Dir. Sanzogno - Serie Opera d'Oro, Verona 27046/47, 1969 (2 CD)Live - en italiano;
- Donizetti - L'Elisir d'amore - Casellato, Basiola, Bruscantini, Zilio - Dir. Rossi - Frequenz (2 CD);
- Donizetti - L'Elisir d'amore - Gedda, Sereni, Capecchi - Dir. Molinari-Pradelli - EMI 7 69897-2, 1966 (2 CD);
- Donizetti - L'Elisir d'amore - Pavarotti, Montarsolo, Nucci, Ratti - Dir. Giovanninetti - Live La Scala 1979 Serie Opera d'Oro (2 CD);
- Giordano - Fedora - Domingo, Scarabelli, Corbelli, Roni, Giacomotti - Dir. Gavazzeni - Live La Scala Legato Classics LCD 213-2, 1993 (3 CD);
- Giordano - Madame Sans-Gêne - Buda, Merighi - Dir. Ranzani - Live Dynamic CDS 247, 1999 (2 CD);
- Gounod - Faust - Raimondi, Kraus, - Dir. Belardinelli - Live Bilbao GDS Records CD-108, 1969;
- Gounod - Faust - Ghiaurov, Raimondi, Alva, Massard, Giacomotti, di Stasio - Dir. Prêtre - Serie Opera d'Oro Live La Scala 16.2.1971 (2 CD) e Melodram MEL 37005, 1967;
- Gounod - Faust - Ghiaurov, Domingo, Allen - Dir. Prêtre - EMI Angel ADD (3 CD), 1978;
- Gounod - Mireille - Vanzo, van Dam, Baquier - Dir. Plasson - EMI ADD (2 CD);
- Gounod - Romeo y Julieta - Corelli, Gui, Depraz, Calès - Dir. Lombard - EMI Classics Stereo (2 CD);
- Handel - Alcina - Sutherland, Alva, Berganza, Sinclair, Sciutti, Flagello - Dir. Bonynge - DECCA 433 723-2, 1962 (3 CD)(studio);
- Handel - Serse - Alva, Panerai, Cossotto, Calabrese, Monreale, Companeez - Dir. Bellugi - La Scala 19.1.1962 Serie Opera d'Oro;
- Leoncavallo - I Pagliacci - Pavarotti, Wixell, Saccomani, Bello - Dir. Patanè - Studio 1977 London Decca (1 CD);
- Mascagni - L'Amico Fritz - Raimondi, Panerai, Casoni, de Palma, Fiorentini - Dir. Gavazzeni - Live La Scala 7.12.1963 Serie Opera d'Oro e Fonit Cetra;
- Mascagni - L'Amico Fritz - Pavarotti, Sardinero, Didier-Gambardella, Pontiggia - Dir. Gavazzeni - EMI Classical 1968 - (2 CD);
- Massenet - Manon - Pavarotti, Panerai, Zerbini, Morresi - Dir. Maag - Live La Scala 3.6.69 Serie Opera d'Oro e Frequenz (2 CD);
- Mozart - Le Nozze di Figaro - Ganzarolli, Norman, Wixell, Minton, Grant - Dir. Davis - Philps BBC Complete Mozart Edition Vol. 40 (3 CD);
- Mozart - Le Nozze di Figaro - van Dam, Krause, Montarsolo, von Stade - Dir. Karajan - Serie Opera d'Oro 1974 Live Salzburg (3 CD);
- Mozart - Le Nozze di Figaro - van Dam, Prey, Berganza, Monreale, Mazzuccato, Picchi - Dir. Abbado - Live La Scala Milano 22.4.74 Serie Opera d'Oro (3 CD);
- Mozart - Don Giovanni - Siepi, Evans, Jurinac, Gencer, Levis - Dir. Solti - Live Royal Opera House Covent Garden Londra 2.1962 Serie Opera d'Oro (3 CD), Giuseppe Di Stefano Records GDS 31024 (3 CD) e Living Stage LS 1022(3 CD);
- Mozart - Don Giovanni - Ghiaurov, Ludwig, Gedda, Montarsolo - Dir. Klemperer - EMI CMS 7 63841 2, 1966 (3 CD);
- Mozart - Don Giovanni - Ghiaurov, Janovitz, Evans, Panerai, Kraus - Dir. Karajan - Live Salzburg 1969 Arkadia CDKAR 202, Memories HR 4362/64 e Nuova Era 2330/32;
- Mozart - Don Giovanni - Wixell, Ganzarolli, Arroyo, Te Kanawa, Burrows, van Allan, Roni - Dir. Davis - Philips BBC Complete Mozart Edition Vol. 41 (3 CD);
- Pergolesi - Stabat Mater - Berganza - Dir. Gracis - Detusche Grammophon ADD(1 CD +1);
- Ponchielli - La Gioconda - Fassbaender, Carreras, Valentini Terrani, Bruson, van Dam - Dir. Sinopoli - Deutsche Grammophon 1985 (3 CD);
- Puccini - La Boheme - Raimondi, Panerai, Taddei, Vinco, Güden - Dir. Karajan - Live Wien 9.11.63;
- Puccini - La Boheme - Güden, Panerai, Taddei, Vinco - Dir. Karajan - Wien Live 1963 Movimento Música, Melodram 7031 (2 CD) e Melodram MELCD 27007 (2 CD);
- Puccini - La Boheme - Gedda, Sereni, Basiola, Mazzoli - Dir. Schippers - EMI CMS 7 69957 2, 1964 (2 CD);
- Puccini - La Boheme - Pavarotti, Ghiuselev, Bruscantini, Maffeo, Calabrese - Dir. Schippers - RAI 17.7.1969 Live - Serie Opera d'Oro e 1969 Arkadia (2 CD);
- Puccini - La Boheme - Pavarotti, Saccomani - Dir. Molinari-Pradelli - Genova 1969 Melodram MEL 27031 (2 CD);
- Puccini - La Boheme - Pavarotti, Panerai, Ghiaurov, Harwood, Maffeo - Dir. Karajan - Decca 1973 DECCA 421 049-2 (2 CD);
- Puccini - La Boheme - Pavarotti, Taddei, Ariè - Dir. Sanzogno - Teatro della Zarzuela di Madrid Live 21 maggio 1970 (Rara) MC Butterfly Music "Pavarotti Collection" (2 MC);
- Puccini - Madama Butterfly - Berganza, Carreras, Pons, Rydl - Dir. Sinopoli - Deutsche Grammophon 423 567-2, 1988 (3 CD);
- Puccini - Madama Butterfly - Pavarotti, Kerns, Ludwig - Dir. Karajan - DECCA 417 577-2, 1974 (3 CD);
- Puccini - Manon Lescaut - Domingo, Bruson, Rydl, Fassbaender - Dir. Sinopoli - Detusche Grammophon DG 413 983-2, 1984 (2 CD) Stereo;
- Puccini - Manon Lescaut - Pavarotti, Croft, Taddei, Vargas, Bartoli - Dir. Levine - DECCA 440 200-2, 1993 (2 CD);
- Puccini - Tosca - Pavarotti, Milnes, Tajo - Dir. Rescigno - DECCA 414 036-2, 1978 (2 CD);
- Puccini - Tosca - Domingo, Ramey, Terfel - Dir. Sinopoli - Deutsche Grammophon 431 775-2, 1992 (2 CD);
- Puccini - Il Trittico - Suliotis, Pons, Giacomini, Alagna, Nucci, Podles, Frittoli - Dir. Bartoletti - DECCA 436 261-2, 1994 (3 CD);
- Puccini - Turandot - Nilsson, Corelli, Giaiotti - Dir. Metha - Great Opera Performances 756-2, Met 1966;
- Puccini - Turandot - Caballé, Carreras, Plishka, Sardinero - Dir. Lombard - EMI Classic (2 CD);
- Rossini - Guglielmo Tell - Milnes, Pavarotti, Ghiaurov, Mazzoli, de Palma -Dir. Chailly - London Decca (4 CD) Stereo;
- Rossini - Petite Messe Solennelle - Pavarotti, Valentini-Terrani, Raimondi - Al Piano Magiera, all'harmonium Rosetta - Decca 3.1971 Stero (Studio);
- Scarlatti - La Griselda - Alva, Panerai, Bruscantini, Luchetti - Dir. Sanzogno - Live Roma 29.10.1970 Serie Opera d'Oro (2 CD);
- Chaikovski - Eugen Onegin - Allen, von Otter, Schicoff, Burchuladze - Dir. Levine - Detusche Grammophon 1987 (2 CD);
- Chaikovski - Pikovaya Dama - Atlantov, Hvorostovsky, Leiferkus, Forrester, Gavazzi - Dir. Ozawa - RCA Victor Red Seal 09026 60992 2, 1992 (3 CD);
- Verdi - Aida - Carreras, Cappuccilli, Baltsa, Raimondi, van Dam, Ricciarelli - Dir. Karajan - EMI Classics (2 CD);
- Verdi - Don Carlo - Aragall, Ghiaurov, Cappuccilli, Cossotto, Sotin - Dir. Santi - Live Wien 1976 - Myto Records (3 CD);
- Verdi - Don Carlo - Carreras, Cappuccilli, Ghiaurov, Obraztsova, Nesterenko, Roni - Dir. Abbado - Live La Scala 7.12.1977 - Myto Records (3 CD);
- Verdi - Ernani - Domingo, Bruson, Ghiaurov, Giacomotti - Dir. Muti - Orchestra e Coro della Scala di Milano - EMI Classics DDD (2 CD cofanetto);
- Verdi - Falstaff - Gobbi, Tebaldi, Capecchi, Barbieri, Lazzari - Dir. Rossi - Live Napoli S.Carlo 1.12.1962 Serie Opera d'Oro;
- Verdi - Falstaff - Evans, Ligabue, Simionato, Merrill, Kraus, Foiani - Dir. Solti - 1963 RCA London Decca(2 CD);
- Verdi - La Forza del destino - Domingo, Zancanaro, Plishka, Zajick, Surian - Dir. Muti - EMI Stereo (studio) (3 CD);
- Verdi - La Traviata - Pavarotti, D'Orazi - Dir. Magiera - Live Modena ZYX Classic CLS 4602-2, 1965 (2 CD);
- Verdi - La Traviata - Bonisolli, Bruscantini - Dir. Gardelli - Arts Music Stereo(2 CD);
- Verdi - La Traviata - Cioni, Cappuccilli, Howells, Garrett - Dir. Giulini - Royal Opera House Covent Garden London - Frequenz 043 006 (2 CD) - Rodolphe RP 32 712 (2 CD).
- Verdi - Otello - Vickers, Glossop, Roni - Dir. Karajan - Salzburg Live 1971;
- Verdi - Otello - Domingo, Bruson, Gavazzi - Dir. Kleiber - Live La Scala 1976;
- Verdi - Simon Boccanegra - Cappuccilli, Ghiaurov, Carreras, van Dam, Foiani - Dir. Abbado - Orc. e Coro della Scala di Milano 1977 (studio) Detusche Grammophon DG (2 CD) ;
- Verdi - Messa da Requiem - Ludwig, Cossutta, Ghiaurov - Dir. Karajan - Detusche Grammophon Stereo (2 CD).

### Monografías
- Mirella Freni, Opera Arias - EMI CDM 7 631102, 1968 (1 CD)
- Mirella Freni and Renata Scotto in Duet - Decca 475 6811, 1978 (1 CD)
- Mirella Freni - Puccini & Verdi Arias - con el tenor Franco Bonisolli - Dir. L.Magiera - ARTS (1 CD)
- Mirella Freni, 40th Anniversary - DECCA 440 412-2, 1994 (1 CD)
- Freni, Pavarotti: Arias and Duets - DECCA 458 221-2, 1998 (1 CD)
- Very Best of Mirella Freni CD - EMI Classics (2CD)
- Close Encounters with Great Singers - Mirella Freni - Vai VAIA 1216, 2003 (1 CD)
- Mirella Freni: a celebration - DECCA 475 6553, 2005 (2 CD)